# Allan M. Cormack
Allan MacLeod Cormack (født 23. februar 1924 i Johannesburg i Sydafrika, død 7. maj 1998 i Massachusetts i USA) var en sydafrikansk-amerikansk fysiker som i 1979 blev tildelt Nobelprisen i fysiologi eller medicin sammen med Godfrey Hounsfield for sit arbejde med røntgenstråling. Computertomografi er det han er allermest kendt for.
Han tog en doktorgrad i fysik ved University of Cape Town i 1944 og uddannede sig indenfor krystallografi i 1945 ved det samme universitetet. Han var forsknings-student ved Cambridge University i Storbritannien mellem 1947 og 1949. Mens han studerede ved Cambridge, mødte han sin fremtidige kone Barbara Seavey og som i ligesom Cormack var amerikansk fysikstudent. 
Efter at have giftet sig med Barbara Seavey returnerede han til University of Cape Town tidlig i 1950 hvor han begyndte at forelæsninger. Efter et år ved Harvard i 1956 og 1957 bestemte parret sig for at flytte til USA på permanent basis og Cormack blev professor ved Tufts University i efteråret 1957. 
Hans hovedarbejdsområde med partikelfysik har været det teoretiske grundlag for CT-skanning. Dette arbejde blev igangsat ved University of Cape Town og i samarbejde med Groote Schuur Hospital tidlig i 1956. 
Cormack blev amerikansk statsborger i 1966 og han var medlem af International Academy of Science. Han blev efter sin død den 10. december 2002 tildelt den sydafrikanske Order of Mapungubwe i guld for sine fremragende præstationer som forsker og forskning i forbindelse med skabelsen af den første CT-scanner. 
Han døde af kræft 7. maj 1998.